# Campionati europei di ciclismo su pista 2020 - Scratch femminile
La scratch femminile ai Campionati europei di ciclismo su pista 2020 si è svolta l'11 novembre 2020 presso il velodromo Kolodruma di Plovdiv, in Bulgaria.

## Podio
| Pos.    | Atleta             | Nazionalità |
| ------- | ------------------ | ----------- |
| Oro     | Martina Fidanza    | Italia      |
| Argento | Hanna Tserakh      | Bielorussia |
| Bronzo  | Tetyana Klimchenko | Ucraina     |

## Risultati
40 giri (10 km)
| Posizione | Atleta               | Nazione       | Gap in giri |
| --------- | -------------------- | ------------- | ----------- |
| 1         | Martina Fidanza      | Italia        |             |
| 2         | Hanna Tserakh        | Bielorussia   |             |
| 3         | Tetyana Klimchenko   | Ucraina       |             |
| 4         | Neah Evans           | Gran Bretagna |             |
| 5         | Diana Klimova        | Russia        |             |
| 6         | Aline Seitz          | Svizzera      |             |
| 7         | Tania Calvo          | Spagna        |             |
| 8         | Olivija Baleisyte    | Lituania      |             |
| 9         | Karolina Karasiewicz | Polonia       |             |
| 10        | Maria Martins        | Portogallo    |             |
| 11        | Alžbeta Bacikova     | Slovacchia    |             |
| 12        | Argiro Milaki        | Grecia        |             |
| 13        | Johanna Borissza     | Ungheria      |             |
| 14        | Petra Ševčiková      | Rep. Ceca     |             |